# Club América
Club de Fútbol América S.A. de C.V., poznatiji kao Club América, profesionalni je nogometni klub sa sjedištem u Ciudad de Méxicu. Nadimak kluba je Las Águilas što znači Orlovi. Klub se natječe u Liga MX, najvišoj nogometnoj ligi u Meksiku. Osnovan je 1916. godine, a od 1959. godine vlasnik kluba je medijska kompanija Televisa. Klub svoje domaće utakmice igra na stadionu Estadio Azteca, koji je najveći stadion u Latinskoj Americi i jedan od najvećih na svijetu.
América je jedan od osnivača meksičke prve lige (Primera División). Klub ima dugogodišnje rivalstvo s Guadalajarom, budući da su to dva najuspješnija i najpopularnija kluba u zemlji, te su među sedam klubova koji nikada nisu ispali iz lige. Utakmice između njih nazivaju se El Súper Clásico i smatraju se najvećim nogometnim derbijem u Meksiku, ali i jednim od najvećih na svijetu. América također igra gradske derbije protiv Cruz Azula i Club Universidad Nacionala. S ova četiri kluba čine tzv. Veliku četvorku meksičkog nogometa.
Club América je najtrofejniji klub u povijesti meksičkog nogometa. Osvojili su rekordnih 16 naslova prvaka lige, rekordnih 6 naslova u Kupu Meksika i dijele rekord sa 7 osvojenih trofeja Campeón de Campeones. Na međunarodnoj razini, América ima 10 FIFA-priznatih klupskih trofeja, najviše od svih klubova iz CONCACAF-a, uključujući rekordnih 7 naslova  CONCACAF kupa prvaka, jedan CONCACAF Giants Cup i dva trofeja Copa Interamericana.
Klub drži brojne rekorde: vodeći su po broju pobjeda, osvojenih bodova i postignutih golova u povijesti lige, imaju najviše nastupa u doigravanju (liguilla), najviše finala doigravanja (22) i drugi su po broju drugih mjesta, odmah iza Cruz Azula. América je jedan od samo četiri kluba koji su osvojili dvije uzastopne titule otkako je uveden sustav doigravanja, a jedini su koji su osvojili tri uzastopna naslova u tom formatu.

## Povijest
Club América osnovan je 12. listopada 1916. u Ciudad de Méxicu spajanjem dvaju studentskih nogometnih timova, Récord i Colón. Ime "América" odabrano je jer je klub osnovan na Dan Kolumba (Día del descubrimiento de América). Prvi dres bio je žuto-plavi, a grb je sadržavao kartu Amerike s početnim slovima kluba "C" i "A". Klub je bio prvi u Meksiku koji je imao isključivo domaće igrače, što ga je razlikovalo od drugih klubova s velikim brojem stranaca.
U početku je klub morao dokazati svoj status u tadašnjoj ligi Primera Fuerza, što je uspio nakon tri utakmice 1916. godine. Klub je osvojio svoj prvi naslov u toj ligi u sezoni 1924./25. Tijekom 1920-ih i 1930-ih postao je jedan od vodećih klubova u Meksiku.
Profesionalna era počela je 1942. kada je osnovana Nacionalna liga. U tom razdoblju Club América je prolazio kroz uspone i padove, a u 1959. klub je kupila medijska kompanija Televisa, što je označilo početak njegove dominacije u meksičkom nogometu.
Tijekom 1970-ih i 1980-ih Club América osvojio je brojne domaće naslove i međunarodne trofeje, uključujući sedam naslova CONCACAF Lige prvaka i prvu Copa Interamericana 1978. godine, čime je postao prvi meksički klub koji je osvojio taj međunarodni trofej. Klub je poznat i po velikom rivalstvu s Guadalajarom, nazvanom El Súper Clásico, najvećem derbiju u Meksiku.
Danas je Club América jedan od najtrofejnijih i najpopularnijih nogometnih klubova u Meksiku, s bogatom tradicijom i velikim brojem osvojenih naslova.